# Quan hệ đồng nghiệp
Quan hệ đồng nghiệp (tiếng Trung: 同事三分親, tiếng Anh: Best Selling Secrets) là bộ phim sitcom hiện đại lấy đề tài văn phòng của TVB phát sóng vào tháng 3 năm 2007 đến tháng 8 năm 2008 với sự tham gia của Quan Vịnh Hà, Giang Hân Yến, Kim Yến Linh, Thái Kỳ Tuấn, Trần Tự Dao.
Phim phản ánh các mối quan hệ đồng nghiệp, tình cảm gia đình và tình yêu giữa các nhân vật qua góc nhìn hài hước, bình dị, gần gũi với cuộc sống.

## Nội Dung
Hoàng Gia Lam (Quan Vịnh Hà) sau nhiều năm ở nước ngoài nay trở về Hong Kong sinh sống. Vào ngày đầu tiên đi xin việc, cô bị một tên cướp giật mất cặp hồ sơ. Trong lúc đuổi theo tên cướp để lấy lại hồ sơ xin việc, cô bị hắn tấn công và được Ngũ Hằng (Kim Yến Linh), Trưởng môn nhân của phái Vô Cực cứu, nhưng không may lại làm xe của bà bị bể đèn. Cuối cùng Gia Lam đến muộn và không xin được việc. Trong thời gian chờ đợi việc làm, cô tìm đến quán trà Ngũ Hằng thường hay uống để mang quà đến trả ơn đồng thời bái sư học võ công. Không may trên đường đi món quà đã bị hỏng, Ngũ Hằng cho rằng Hoàng Gia Lam cố tình chọc tức bà nên đã đuổi cô đi. Trên đường về, Gia Lam gặp được Lục Triết (Thái Kỳ Tuấn) và được cậu giới thiệu vào làm cùng công ty với mình. Lần này cô đã xin được việc thành công nhưng cô bị hiểu lầm là gián điệp và bị các bạn chung sở xa lánh. Cuối cùng, Gia Lam lại bị đuổi việc, đúng lúc đó, tổng giám đốc của công ty trở về từ chuyến công tác và thân phận thật sự của Hoàng Gia Lam mới được tiết lộ.  

## Cast

### Chính thức
| Diễn viên         | Vai diễn                       | Miêu tả |
| Quan Vịnh Hà      | Hoàng Gia Lam (Hoàng Hoa)      | Cố vấn sách lược cho sở quảng cáo "Hình" Khắc tinh của Ngũ Hằng Có hứng thú đặc biệt với Lục Triết Phong cách lãnh đạo - lấy nhân nghĩa thu phục lòng người Biệt danh "Khâm sai đại thần" Quá khứ phức tạp |
| Thái Kỳ Tuấn      | Lục Triết                      | Trợ lý nhiếp ảnh của "Hình" Cháu nội của Ngũ Hằng Thanh niên gương mẫu, cháu ngoan của bà Nhiều gái theo                                                                                                   |
| Kim Yến Linh      | Ngũ Hằng (Ngũ Sư Phụ)          | Trưởng Môn Nhân phái Vô Cực Bà nội của Lục Triết Có thành kiến với Hoàng Gia Lam. Người yêu của Điền Tại Sơn Bề ngoài mạnh mẽ, thực chất tính tình trẻ con, đỏng đảnh, thích nuông chiều                   |
| Thạch Tu          | Điền Tại Sơn (Điền Trưởng Lão) | Đầu bếp trưởng Bạn trai của Ngũ Hằng |
| Giang Hân Yến     | Đới An Na/Văn An Na (Diana)    | Tổng tài hành chính của "Hình" Bạn gái cũ của Vincent Phong cách lãnh đạo - kỷ luật thép, dùng cường quyền đàn áp bá tánh, Biệt danh "Nữ ma đầu" Quá khứ đau buồn làm nên con người hiện tại               |
| Hoàng Tử Hùng     | Ngôn Vi Tín (Vincent)          | Người thừa kế của tập đoàn Ngôn Thị Bạn lâu năm của Hoàng Gia Nam Bạn trai cũ của Diana Bề ngoài lãng tử phong lưu, thực chất chung thủy một lòng, bao nhiêu năm trong tim chỉ có hình bóng của một người  |
| Âu Cẩm Đường      | Võ Kỷ Dũng (cậu Dũng)          | Giám đốc Ý tưởng của "Hình" Anh em tốt của Vệ Nhất Khắc tinh của Cầu Tuấn Miệng mồm độc địa nhưng tâm địa hiền lành Lắm tài nhiều tật                                                                      |
| Từ Vinh           | Cầu Tuấn                       | Trợ lý Cao cấp của "Hình" Đặc biệt tận trung trước sau một lòng với Diana Có tài nhưng chưa được đặt đúng chỗ                                                                                              |
| Brian Burrell     | Vệ Nhất                        | Giám đốc của "Hình" Anh em tốt của cậu Dũng. "Người Tây Dương tư tưởng đơn thuần." Chồng của Minh Lượng |
| Vương Tổ Lam      | Lưu Huê                        | Kỹ thuật viên máy tính của "Hình" Bạn thân nhất của Lục Triết Giúp việc cho nhà Ngũ Hằng Thiên tài lập dị                                                                                                  |
| Trần Tự Dao       | Hà Đồng Đồng (Kawaii)          | Người mẫu hợp đồng của "Hình" Người hâm mộ của Lục Triết Nhí nhảnh, ham chơi, hay gây họa lại không gánh trách nhiệm nhưng nhìn chung là tâm địa tốt, chỉ là chưa đặt nỗ lực đúng chỗ.                     |
| Giản Mộ Hoa       | Doris                          | Thư ký riêng của Vincent Giỏi giang, tháo vát, đôi lúc hơi tinh ranh |
| Quách Thiếu Vân   | Văn Thừa Quân (Queenie)        | Giám đốc của "Tổ và Chim" Kẻ thù của Diana Nguy hiểm khó lường |
| Thang Doanh Doanh | Minh Lượng                     | Cựu cảnh sát/Cố vấn Quan hệ Công Chúng của tập đoàn Ngôn Thị Vợ của Vệ Nhất. |
| Vương Hỷ          | Ngũ Công Cấn (Kilo)            | Cố vấn Kinh doanh của "Hình" Em trai của Ngũ Hằng |
| Trần Nhân Mỹ      | Đới Ngân Lai                   | Thư ký của tập đoàn Ngôn Thị Bạn của Lục Triết |
| Dương Tử Anh      | Hoàng Quốc Lập                 | Cố vấn Cao cấp của tập đoàn Ngôn Thị Anh trai của Hoàng Gia Lam Biệt danh "Gian thần" |
| Lưu Giang         | Văn Tử Tường                   | Chủ tịch tập đoàn Văn Thị Bạn thân của Ngôn Anh Minh |
| Trần Hồng Liệt    | Ngôn Anh Minh                  | Chủ tịch tập đoàn Ngôn Thị Cha của Vincent Bạn thân của Văn Tử Tường Anh kết nghĩa của Ngũ Hằng |
| Lương Gia Vịnh    | Lily                           | Nhân viên Lễ tân của "Hình" |
| Triệu Vĩnh Hồng   | Marco                          | Nhân viên Kế toán của "Hình" |
| Đặng Vĩnh Kiện    | Gary                           | Nhân viên Kế toán của "Hình" |
| Thẩm Khả Hân      | Michelle                       | Nhân viên bộ quản lý nhân sự của "Hình" |
| Huỳnh Trác Tuệ    | Ann                            | Nhân viên bộ quản lý nhân sự của "Hình" |
| Hạ Trúc Hân       | Candy                          | Nhân viên bộ quản lý nhân sự của "Hình" |
| Trịnh Tử Thành    | Ngôn Vi Bản                    | Bác sĩ Anh trai của Ngôn Vi Tín |
| Uyển Quỳnh Đan    | Hồng Sâm                       | Nhân viên vệ sinh tại "Hình" Đồ đệ cũ của Ngũ Hằng |
| Lưu Uyển Nhân     | Thượng Quan Phụng              | Mẹ của Kawaii Sư tỷ của Ngũ Hằng. |
| Lê Diệu Tường     | Boris Nguyễn Văn Xương         | Đầu bếp trưởng Đồng nghiệp với Điền Tại Sơn Người Việt Nam Con người cục mịch nhưng tốt bụng, thương em gái                                                                                                |
| Lương Chính Giác  | Nguyễn Mỹ Dao (Mỹ Mỹ)          | Em gái của Nguyễn Văn Xương Người Việt Nam |
| Dương Lạc Đình    | Minh Châu                      | Em họ của Cầu Tuấn |

### Khách mời
| Cast                | Vai trò                 | Mô tả                                                                   |
| Liêu Bích Nhi       | Chính mình              | (Tập 18)                                                                |
| Châu Gia Di         | Bạn gái cũ của Vincent. | (Tập 8)                                                                 |
| Hoàng Trường Hưng   | Tommy                   | Huấn luyện viên cầu lông (23 tập)                                       |
| Trần Pháp Lạp       | Đỗ Băng Băng            | Người mẫu Bạn gái Lý Công Tử (Tập 28)                                   |
| Trương Gia Huy      | Khách hàng              | (Tập 137)                                                               |
| Đặng Tử Phong       | Kiều Vỹ                 | Kiến trúc sư (Tập 183)                                                  |
| Lã Huệ Nghi         | Daisy                   | Bạn gái Lý Công Tử. (Tập 192)                                           |
| Trần Cẩm Hồng       | Trần Chí Hiền           | Bác sĩ tâm lý (Tập 240, 241, 246, 250)                                  |
| Tô Ngọc Hoa         | Lê Bàng Như Ngọc        | Bà Ngọc (Tập 242-247)                                                   |
| Cái Minh Huy        | Chính mình/Ca Sĩ Opera  | (Tập 279)                                                               |
| Chu Tuệ Mẫn         | Ella Chan               | Tổng tài hành chính Công ty Tuxedo Bạn học cũ của Ngôn Vi Tín (Tập 301) |
| Corinna Chamberlain |                         | Người phụ nữ da trắng nói được tiếng Quảng Châu và Quan Thoại           |

### Diễn viên phụ
| Cast           | Vai trò        | Mô tả                                                          |
| Trịnh Kiện Lạc | James Jim      | Huấn Luyện Viên Chồng của Trại Tiểu Bình Bạn của Hoàng Gia Lam |
| Diệp Khải Nhân | Trại Tiểu Bình | Vợ của James Bạn của Hoàng Gia Lam                             |
| Kiều Bảo La    | Kiều Quốc Bảo  | Sĩ Quan Cảnh Sát                                               |
| Chân Chí Cường | Philip         | Bạn của Ngôn Vi Tín.                                           |
| Lâm Lê         | Catherine      | Bạn gái cũ của Ngôn Vi Tín.                                    |
| Trần Mạn Na    | Đại Phi        | Mẹ của Diana                                                   |
| Lý Ỷ Văn       | LuLu           | Bồi bàn ở quán bả                                              |
| Lục Thi Vận    | Carrie         | Nhân viên tiếp thị đồ trang sức                                |
| La Lạc Lâm     | Đới Kim        | Cha của Đới Ngân Lai Đối thủ cạnh tranh với Ngôn Anh Minh      |

## Rating
| Tuần | Tập phim | Ngày lên sóng       | Rating trung bình | Rating cao nhất |
| ---- | -------- | ------------------- | ----------------- | --------------- |
| 1    | 1-4      | 12/3-14/3-16/3/2007 | 28                | 31              |
| 2    | 5-9      | 19/3-23/3/2007      | 26                |                 |
| 3    | 10-14    | 26/3-30/3           | 26                |                 |
| 4    | 15-19    | 2/4-6/4/2007        | 25                |                 |
| 5    | 20-24    | 9/4-13/4/2007       | 26                |                 |
| 6    | 25-29    | 16/4-20/4/2007      | 26                |                 |
| 7    | 30-34    | 23/4-27/4/2007      | 25                |                 |
| 8    | 35-39    | 30/4-4/5/2007       | 25                |                 |
| 9    | 40-44    | 7/5-11/5/2007       | 24                |                 |
| 10   | 45-49    | 14/5-18/5/2007      | 25                |                 |
| 11   | 50-54    | 21/5-25/5/2007      | 27                |                 |
| 12   | 55-59    | 28/5-1/6/2007       | 28                |                 |
| 13   | 60-64    | 4/6-8/6             | 26                |                 |
| 14   | 65-69    | 11/6-15/6/2007      | 26                |                 |
| 15   | 70-74    | 18/6-22/6/2007      | 26                |                 |
| 16   | 75-79    | 25/6-29/6/2007      | 27                |                 |
| 17   | 80-84    | 2/7-6/7             | 27                | 29              |
| 18   | 85-89    | 9/7-13/7/2007       | 27                |                 |
| 19   | 90-94    | 16/7-20/7/2007      | 26                | 28              |
| 20   | 95-99    | 23/7-27/7/2007      | 25                | 27              |

| Tuần | Tập phim | Ngày lên sóng         | Rating trung bình | Rating cao nhất |
| ---- | -------- | --------------------- | ----------------- | --------------- |
| 21   | 100-104  | 30/7-3/8/2007         | 27                | 29              |
| 22   | 105-108  | 6/8-7/8-9/8-10/8/2007 | 30                | 38              |
| 23   | 109-113  | 13/8-17/8/2007        | 26                |                 |
| 24   | 114-118  | 20/8-24/8/2007        | 27                | 31              |
| 25   | 119-123  | 27/8-31/8/2007        | 26                | 30              |
| 26   | 124-128  | 3/9/2007-7/9/2007     | 30                | 32              |
| 27   | 129-133  | 10/9-14/9/2007        | 27                | 30              |
| 28   | 134-138  | 17/9/2007-21/9/2007   | 27                | 29              |
| 29   | 139-143  | 24/9-28/9/2007        | 26                |                 |
| 30   | 144-148  | 1/10-5/10/2007        | 28                | 31              |
| 31   | 149-153  | 8/10-12/10/2007       | 27                | 29              |
| 32   | 154-158  | 15/10-19/10/2007      | 26                | 30              |
| 33   | 159-163  | 22/10-26/10           | 27                |                 |
| 34   | 164-168  | 29/10-2/11/2007       | 27                | 30              |
| 35   | 169-173  | 5/11-9/11/2007        | 27                | 29              |
| 36   | 174-178  | 12/11-16/11/2007      | 27                |                 |
| 37   | 179-183  | 19/11-23/11/2007      | 28                | 32              |
| 38   | 184-188  | 26/11-30/11/2007      | 28                |                 |
| 39   | 189-193  | 3/12-7/12/2007        | 27                | 31              |
| 40   | 194-198  | 10/12-14/12/2007      | 27                |                 |

| Tuần | Tập phim | Ngày lên sóng       | Rating trung bình | Rating cao nhất |
| ---- | -------- | ------------------- | ----------------- | --------------- |
| 41   | 199-203  | 17/12-21/12/2007    | 25                | 29              |
| 42   | 204-208  | 24/12-28/12/2007    | 25                |                 |
| 43   | 209-213  | 31/12/2007-4/1/2008 | 29                | 33              |
| 44   | 214-218  | 7/1-11/1/2008       | 28                |                 |
| 45   | 219-223  | 14/1-18/1/2008      | 27                | 30              |
| 46   | 224-228  | 21/1-25/1/2008      | 27                | 30              |
| 47   | 229-233  | 28/1-1/2/2008       | 26                |                 |
| 48   | 234-236  | 4/2-6/2/2008        | 24                |                 |
| 49   | 237-241  | 11/2-15/2/2008      | 28                | 30              |
| 50   | 242-245  | 18/2-22/2/2008      | 29                |                 |
| 51   | 246-250  | 25/2-29/2/2008      | 29                | 32              |
| 52   | 251-255  | 3/3-7/3/2008        | 29                | 31              |
| 53   | 256-260  | 10/3-14/3/2008      | 29                | 32              |
| 54   | 261-265  | 17/3-21/3/2008      | 27                |                 |
| 55   | 266-270  | 24/3-28/3/2008      | 28                | 30              |
| 56   | 271-275  | 31/3-4/4/2008       | 28                | 32              |
| 57   | 276-280  | 7/4-11/4/2008       | 28                |                 |
| 58   | 281-285  | 14/4-18/4/2008      | 28                | 31              |
| 59   | 286-290  | 21/4-25/4/2008      | 27                | 29              |
| 60   | 291-295  | 28/4-2/5/2008       | 27                | 31              |

| Tuần | Tập phim | Ngày lên sóng  | Rating trung bình | Rating cao nhất |
| ---- | -------- | -------------- | ----------------- | --------------- |
| 61   | 296-300  | 5/5-9/5/2008   | 27                |                 |
| 62   | 301-305  | 12/5-16/5/2008 | 28                |                 |
| 63   | 306-310  | 19/5-23/5/2008 | 29                |                 |
| 64   | 311-315  | 26/5-30/5/2008 | 28                | 31              |
| 65   | 316-320  | 2/6-6/6/2008   | 26                |                 |
| 66   | 321-325  | 9/6-13/6/2008  | 26                |                 |
| 67   | 326-330  | 16/6-20/6/2008 | 27                | 30              |
| 68   | 331-335  | 23/6-27/6/2008 | 29                |                 |
| 69   | 336-340  | 30/6-4/7/2008  | 26                | 28              |
| 70   | 341-345  | 7/7-11/7/2008  | 27                |                 |
| 71   | 346-350  | 14/7-18/7/2008 | 27                |                 |
| 72   | 350-355  | 21/7-25/7/2008 | 26                |                 |
| 73   | 356-360  | 28/7-1/8/2008  | 26                | 29              |
| 74   | 361-364  | 4/8-6/7/2008   | 29                | 37              |

## Giải Thưởng

### Giải thưởng thường niên của TVB (2007)
- "Phim truyền hình xuất sắc"
- "Nam diễn viên phụ xuất sắc" (Từ Vinh - Cầu Tuấn)
- "Nam diễn viên phụ xuất sắc" (Vương Tổ Lam - Lưu Huê)
- "Nam diễn viên phụ xuất sắc" (Âu Cẩm Đường - Võ Kỷ Dũng)
- "Nữ diễn viên phụ xuất sắc" (Trần Tự Dao - Kawaii Hà Đồng Đồng)
- "Nhân vật nam được yêu thích" (Vương Tổ Lam - Lưu Huê)
- "Nhân vật nam được yêu thích" (Âu Cẩm Đường - Võ Kỷ Dũng)
- "Nhân vật nữ được yêu thích" (Quan Vịnh Hà - Hoàng Gia Lam)
- "Nhân vật nữ được yêu thích" (Kim Yến Linh - Ngũ Hằng)
- "Nhân vật nữ được yêu thích" (Giang Hân Yến - Dianna)

### Giải thưởng thường niên của TVB (2008)
- "Phim truyền hình xuất sắc"
- "Nam diễn viên phụ xuất sắc" (Từ Vinh - Cầu Tuấn)
- "Nam diễn viên phụ xuất sắc" (Âu Cẩm Đường - Võ Kỷ Dũng)

### New York Festivals Awards (2009)
- Sitcom hay nhất (giải Đồng)

## Chương trình liên quan
- Tình đồng nghiệp (2009)

## Tham Khảo
- TVB.com Lưu trữ ngày 20 tháng 8 năm 2007 tại Wayback Machine Best Selling Secrets - Official Website (in Chinese)
- Esther Kwan's Realm Blog Best Selling Secrets - Episode Summaries, Articles, Screen Captures, and Scans